# Smålands runinskrifter 73
Smålands runinskrifter 73 är en vikingatida runsten av röd ögongranit som stått rest i Terle, Skepperstads socken och Sävsjö kommun. Runstenen är 1,43 meter hög och 1,05 m bred, Runhöjden är 10-11 centimeter. Stenen har förut stått vid Terle, ett gammalt soldattorp. Den var försvunnen i cirka 50 år men återupptäcktes 1885 då den användes av en kyrkvärd som farstubro. 1917 restes den på kyrkogården vid Skepperstads kyrka. En avbildning från 1600-talets slut visar att stenen då var hel. Den slogs sönder i samband med flytten från den ursprungliga platsen. Stenen har lagats men övre vänstra delen saknas.

## Inskriften
Translitterering av runraden:
: hulmi : let : ka[ra : bro : ift]ʀ : þurkut : fnþr : sia
Normalisering till runsvenska:
Holmi let gæra bro æftiʀ Þorgaut, faður sinn.
Översättning till nusvenska:
Holme lät göra bron efter Torgöt, sin fader.